# Confit d’Époisses

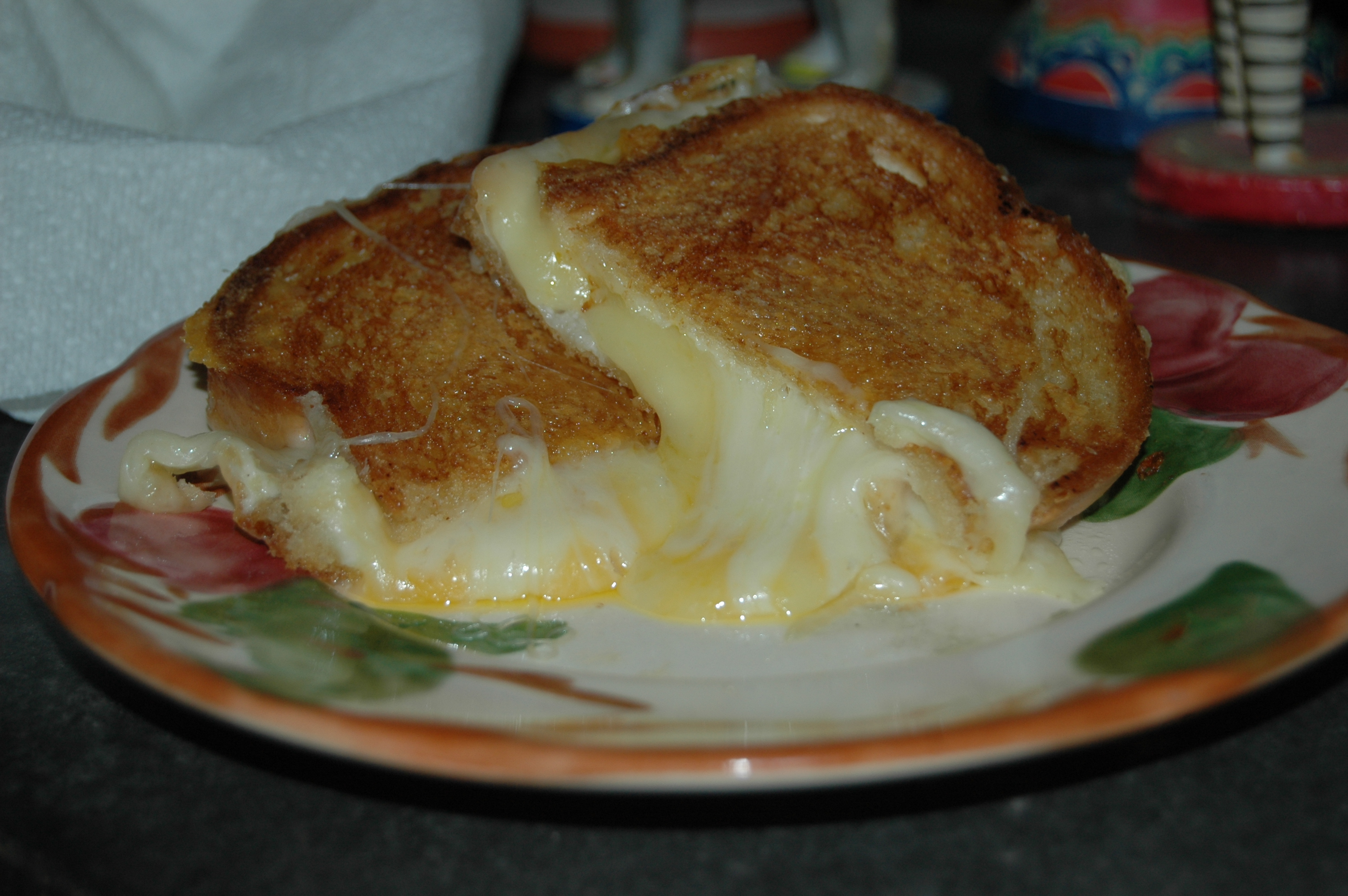
Confit d'Époisses mit Toastbrot

Confit d’Époisses ist eine französische Käsespezialität, die auf der Basis von Époisses, einem ausgesprochen herzhaften Käse, hergestellt wird. Diese Spezialität zählt zu den sogenannten fromages forts, wie in Frankreich eine Reihe von Brotaufstrichen bezeichnet werden, die auf zerkleinerten Käseresten basieren.

Zur Herstellung der Spezialität, die vor allem in der Provence verbreitet ist, wird junger Époisses mit Marc und Weißwein angesetzt. Nach einer Reifezeit von etwa zwei Wochen beginnt der Käse cremig zu werden und einen milderen Geschmack anzunehmen.